# La Giettaz
La Giettaz är en kommun i departementet Savoie i regionen Auvergne-Rhône-Alpes i sydöstra Frankrike. Kommunen ligger i kantonen Ugine som tillhör arrondissementet Albertville. År 2022 hade La Giettaz 379 invånare.

## Befolkningsutveckling
Antalet invånare i kommunen La Giettaz
| Referens: INSEE |